# Roger Kluge
Roger Kluge (ur. 5 lutego 1986 w Eisenhüttenstadt) – niemiecki kolarz torowy i szosowy. Wicemistrz olimpijski w wyścigu punktowym (2008), wielokrotny medalista mistrzostw świata i Europy.
Z powodzeniem startuje w wyścigu punktowym i omnium. Jego największe osiągnięcia to srebrny medal igrzysk olimpijskich w Pekinie w wyścigu punktowym i piąte miejsce w madisonie oraz mistrzostwo Europy elite w omnium w Pruszkowie w 2010 roku.
Wielokrotny medalista mistrzostw Niemiec w różnych konkurencjach na torze.
Startuje również w wyścigach na szosie. W 2010 roku został najlepszym młodym kolarzem (Young Rider) w wyścigu Tour of Qatar, zajmując w klasyfikacji generalnej 4. miejsce. Dwukrotny (2007, 2008) zwycięzca wyścigu Brandenburg-Rundfahrt.

## Najważniejsze osiągnięcia

### kolarstwo torowe
2007
- 2. miejsce w mistrzostwach Europy do lat 23 (scratch)
- 1. miejsce w mistrzostwach Niemiec (wyścig punktowy)

2008
- 2. miejsce w igrzyskach olimpijskich (wyścig punktowy)
- 2. miejsce w mistrzostwach świata (madison)
- 3. miejsce w mistrzostwach świata (scratch)
- 1. miejsce w mistrzostwach Niemiec (wyścig punktowy)

2009
- 1. miejsce w mistrzostwach Europy (madison)
- 1. miejsce w mistrzostwach Niemiec (madison)
- 1. miejsce w mistrzostwach Niemiec (wyścig druż. na dochodzenie)

2010
- 1. miejsce w mistrzostwach Europy (omnium)

2012
- 4. miejsce w igrzyskach olimpijskich (omnium)
- 1. miejsce w mistrzostwach Niemiec (wyścig ind. na dochodzenie)

2013
- 1. miejsce w mistrzostwach Niemiec (wyścig druż. na dochodzenie)

2015
- 1. miejsce w mistrzostwach Niemiec (omnium)

2016
- 2. miejsce w mistrzostwach świata (omnium)

### kolarstwo szosowe
2007
- 1. miejsce w Brandenburg Rundfahrt

2008
- 1. miejsce w Brandenburg Rundfahrt
- 1. miejsce na 4. etapie Tour de Berlin
- 1. miejsce na 1. etapie Mainfranken Tour

2009
- 1. miejsce na 2. i 4. etapie Wyścigu Solidarności i Olimpijczyków
- 1. miejsce na 6. etapie Bałtyk-Karkonosze Tour
- 1. miejsce na 4. etapie Tour de Serbie

2010
- 4. miejsce w Tour of Qatar
- 1. miejsce w Neuseen Classics-Rund um die Braunkohle

2011
- 4. miejsce w Delta Tour Zeeland
- 5. miejsce w Binche-Tournay-Binche

2012
- 3. miejsce w Clásica de Almería

2013
- 5. miejsce w ProRace Berlin

2015
- 1. miejsce na prologu Ster ZLM Toer

2016
- 1. miejsce na 17. etapie Giro d’Italia